# Новинка (Дзержинский район)
Нови́нка (бел. Навінка) — деревня в составе Фанипольского сельсовета Дзержинского района Минской области Беларуси. Деревня расположена в 14 километрах от Дзержинска, 16 километрах от Минска и 3-х километрах от железнодорожной станции Фаниполь.